# Ovabloc
Ovabloc (in der neueren Version Ovalastic) ist eine Methode zur Sterilisation der Frau. Bei dieser werden beide Eileiter mit einem weichen Gummistift verschlossen, sodass die Eizellen bei einem Eisprung nicht mehr in die Gebärmutter gelangen können und die Frau dauerhaft unfruchtbar wird. Der Eingriff erfolgt ohne Vollnarkose mittels einer Gebärmutterspiegelung, weshalb man von einer hysteroskopischen Sterilisation spricht. Es wird eine Silikonmischung in die Eileiter gespritzt, die sich innerhalb von 5 Minuten verhärtet und zu einer elastischen Füllung des gesamten Eileiters wird.
Vorteile der Methode seien ihre gute Verträglichkeit und, dass die Silikoneinsätze sich leicht wieder entfernen lassen. Nachteile seien der Aufwand und die hohen Kosten. Auch wenn das spätere Entfernen der Silikonstifte möglich ist, bedeutet dies nicht, dass die Methode verlässlich reversibel (umkehrbar) ist, da die Tubenflimmerhärchen (Zilien) während der Zeit der Anwendung degenerieren und später möglicherweise nicht mehr in der Lage sind, die Eizelle in die Gebärmutter zu transportieren. Deshalb muss die Methode wie andere Sterilisationsmethoden als endgültiger Eingriff betrachtet werden. Der theoretische Pearl-Index der Methode wird mit Werten zwischen 0,13 und 0,4–2,6 angegeben.

## Geschichte
Seit 1967 wurde die Wirkweise von Ovabloc in präklinischen und klinischen Studien untersucht. 1988 erschien Ovabloc als Sterilisationsmethode auf dem niederländischen Markt. Bis 2015 wurde die Methode schätzungsweise in 2.000 Eingriffen in den Niederlanden angewendet. Nach der Einführung von Essure und Adiana (ebenfalls Methoden der hysteroskopischen Sterilisation) ging der Gebrauch von Ovabloc jeweils deutlich zurück. Um 2015 wurde eine Nachfolge-Methode von Ovabloc entwickelt mit dem Namen Ovalastic, bei der dasselbe Konzept beibehalten und verbessert werden sollte.

## Studien
Bei einer Untersuchung von 1994 anhand von 29 Sterilisationen mittels Ovabloc verliefen 25 Eingriffe (86,2 %) ohne Komplikationen, 3 (10,3 %) versagten aufgrund technischer Schwierigkeiten und in einem Fall (3,5 %) wurde die Gebärmutterwand verletzt. Nach drei Monaten wurde bei den 25 erfolgreich operierten Frauen die Nachuntersuchung mittels Röntgenstrahlung durchgeführt, wobei bei 24 Frauen der Verschluss der Eileiter weiterhin bestand, in einem Fall hatte er sich gelockert.
Bei sechs  Studien mit Ovabloc wurde eine Wahrscheinlichkeit von 78 bis 84 Prozent ermittelt, dass die Platzierung der Stifte in beiden Eileitern beim ersten Versuch erfolgreich ist.